# Коллаццоне
Коллаццо́не (итал. Collazzone) — коммуна в Италии, располагается в регионе Умбрия, подчиняется административному центру Перуджа.
Население составляет 2937 человек, плотность населения составляет 53 чел./км². Занимает площадь 55 км². Почтовый индекс — 6050. Телефонный код — 075.
Покровителем населённого пункта почитается святой Лаврентий. Праздник ежегодно празднуется 10 августа.